# جلال أباد (نائين)
جلال أباد هي قرية في مقاطعة نائين، إيران. عدد سكان هذه القرية هو 16 في سنة 2006.